# Maria Komnena (drottning av Jerusalem)
Maria Komnena, född 1154, död 1208/17, var en drottning av Jerusalem, gift 1167 med kung Amalrik I av Jerusalem. 
Maria var dotter till den bysantinske prinsen Johannes Komnenos, hertig av Cypern och brorson till kejsar Manuel I Komnenos, och Maria Taronitissa. 
Efter att äktenskapet med Agnes de Courtenay hade annullerats 1163 bad Amalrik att få gifta sig med en medlem av det bysantinska kejsarhuset som en allians, och Manuel valde då ut Maria. Giftermålet firades i Tyrus 1167 under stora festligheter. Vid Amalriks död 1174 mottog Maria Nablus som personligt län enligt hans testamente och lämnade hovet. 
Hon gifte 1177 om sig med Balian av Ibelin. 1187 erövrades Jerusalem av muslimerna under Saladin efter belägringen av Jerusalem 2 oktober. En stor del av befolkningen blev då sålda som slavar i enlighet med islamisk lag, men Maria och hennes personal fick tillstånd att lämna staden av Saladin personligen. 
Maria arrangerade äktenskapet mellan Alice av Champagne och Hugo I av Cypern 1208, vilket är det sista tillfället hon omtalas. Hon dog före år 1217, då hon är bekräftad som död.  